# مورتيمر آر. بروكتر
مورتيمر آر. بروكتر (بالإنجليزية: Mortimer R. Proctor)‏ (و. 1889 – 1968 م) هو سياسي، وشخصية أعمال أمريكي، ولد في بروكتور، كان عضوًا في الحزب الجمهوري، توفي في بروكتور، عن عمر يناهز 79 عاماً.

## مناصب
تولى منصب حاكم فيرمونت ‏ (4 يناير 1945–9 يناير 1947)
- List of speakers of the Vermont House of Representatives [الإنجليزية]‏

.

## التعليم
تعلم في جامعة ييل
.